# Ballad of Easy Rider
Albums de The Byrds
Preflyte
(1969) (Untitled)
(1970)
Singles
1. Ballad of Easy Rider (en)
Sortie : 1er octobre 1969
2. Jesus Is Just Alright (en)
Sortie : 15 décembre 1969

Ballad of Easy Rider est le huitième album studio du groupe américain de rock The Byrds. Il est sorti en 1969 sur le label Columbia Records.
Il s'agit du deuxième et dernier album enregistré par le quatuor formé par le chanteur et guitariste Roger McGuinn avec le guitariste Clarence White, le batteur Gene Parsons et le bassiste John York. La chanson-titre (en), fruit d'une collaboration entre Bob Dylan (non crédité) et McGuinn, est écrite pour la bande originale du film Easy Rider. Bien que les autres chansons qui constituent l'album n'aient rien à voir avec le film, il en prend le titre pour profiter de sa popularité. Les Byrds renouent ainsi avec un certain succès et atteignent le Top 40 des ventes aux États-Unis pour la première fois depuis 1967.

## Histoire

### Contexte

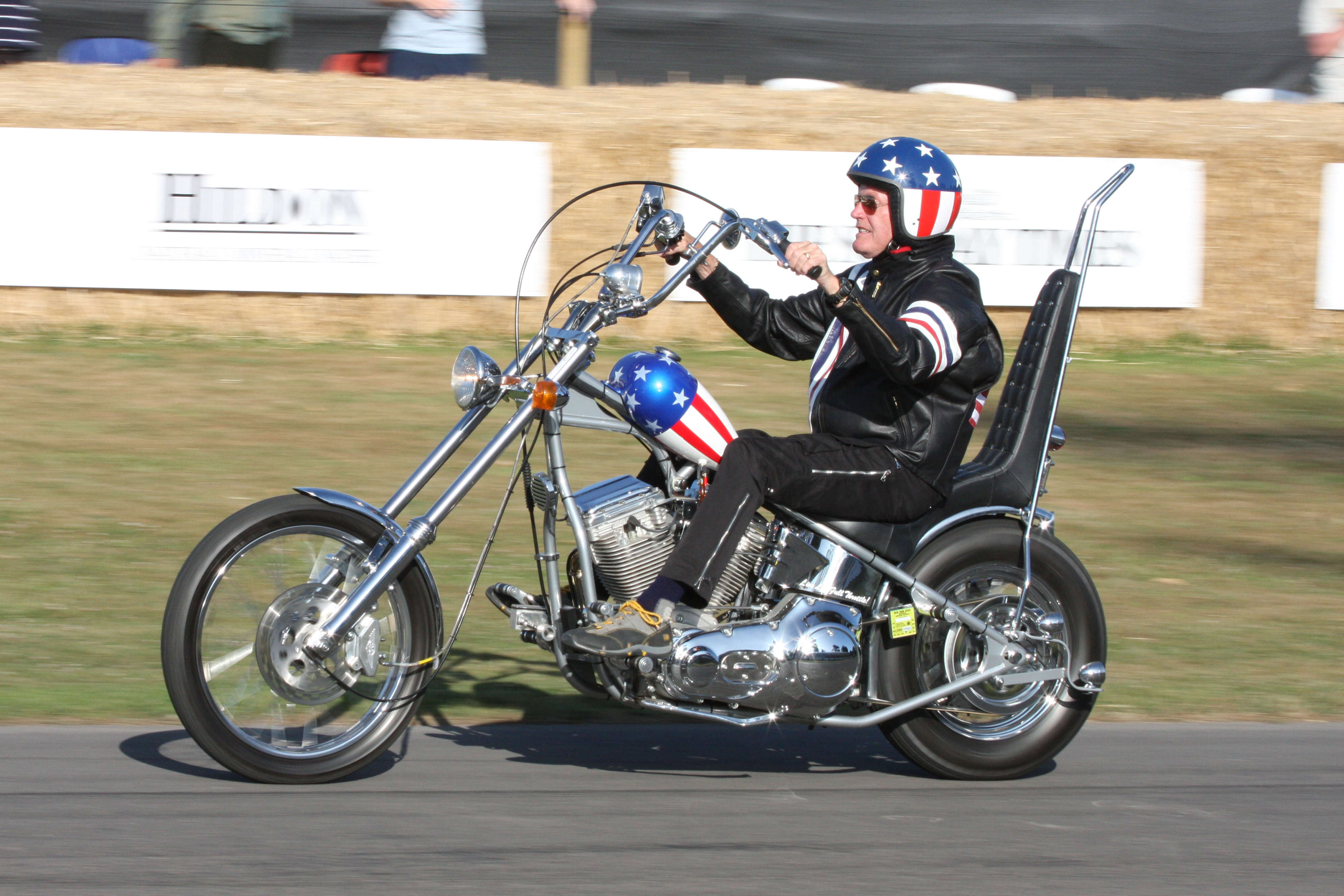
Peter Fonda aux commandes d'une réplique du chopper emblématique du film Easy Rider en 2009.

Au début de l'année 1969, l'acteur Peter Fonda demande à Bob Dylan d'écrire la chanson de générique du film Easy Rider, dont il a coécrit le scénario et dont il interprète l'un des rôles principaux. Dylan décline cette proposition, mais il griffonne quelques paroles sur une serviette en papier et suggère à Fonda de faire appel à Roger McGuinn, chanteur et guitariste des Byrds. McGuinn écrit des paroles supplémentaires et compose une chanson qu'il intitule Ballad of Easy Rider (en),. Il l'enregistre en solo, avec la participation d'un autre membre des Byrds, le batteur Gene Parsons, à l'harmonica. Après avoir assisté à une projection privée de Easy Rider, Dylan demande à ne pas être crédité comme coauteur de la chanson, soit qu'il n'ait pas apprécié la fin pessimiste du film, soit qu'il ne veuille pas que son nom soit utilisé comme argument publicitaire,.

### Enregistrement
Les Byrds commencent à travailler sur leur huitième album studio au mois de juin 1969. Insatisfaits du travail fourni par Bob Johnston sur leur précédent disque, Dr. Byrds & Mr. Hyde, ils décident de faire appel à Terry Melcher, qui a produit leurs deux premiers 33 tours, Mr. Tambourine Man et Turn! Turn! Turn!, en 1965. Melcher accepte, mais il garde un mauvais souvenir de ses disputes avec l'imprésario du groupe Jim Dickson et exige donc de devenir à la fois leur producteur et leur imprésario, ce que les Byrds acceptent.
Parmi les premières chansons enregistrées pour ce nouvel album se trouve une nouvelle version de Ballad of Easy Rider. Il s'agit de la seule composition qu'apporte Roger McGuinn, qui travaille de son côté avec le metteur en scène Jacques Levy (en) sur une adaptation en comédie musicale du Peer Gynt d'Ibsen, rebaptisée Gene Tryp.
Le succès du film Easy Rider suscite la curiosité du grand public vis-à-vis du prochain album des Byrds. McGuinn annonce qu'il doit s'appeler Captain America, en référence au personnage de Peter Fonda, mais ce titre de travail est finalement abandonné au profit de Ballad of Easy Rider, qui évoque davantage le lien entre l'album et le film,.
Ballad of Easy Rider est le deuxième et dernier album des Byrds enregistré par le quatuor composé de Roger McGuinn, Clarence White, Gene Parsons et John York. Ce dernier, qui se montre réticent à interpréter des chansons du répertoire des Byrds antérieur à son arrivée, est renvoyé du groupe en septembre, entre la fin des séances d'enregistrement et la parution de l'album.

### Parution et accueil
Ballad of Easy Rider sort le 10 novembre 1969 aux États-Unis et le 16 janvier 1970 au Royaume-Uni. C'est le premier album des Byrds à n'être édité qu'en stéréo des deux côtés de l'Atlantique. Pour renforcer l'association de l'album avec le film Easy Rider, sa pochette est une photo aux tons sépia de Lem Parsons (le père de Gene Parsons) sur une Harley-Davidson de 1928 et un texte rédigé par Peter Fonda figure à l'arrière de la pochette,. La campagne publicitaire organisée par la maison de disques Columbia Records proclame : « Le film vous a donné les faits, la Ballad les interprète. » (« The movie gave you the facts, the "Ballad" interprets them. »)
En s'associant ainsi au succès de  Easy Rider, les Byrds donnent un coup de fouet à leurs ventes, malgré des critiques mitigées dans la presse musicale. Alors que leur précédent disque, Dr. Byrds & Mr. Hyde, n'avait pas dépassé la 153e place du Billboard 200, Ballad of Easy Rider atteint la 36e position. C'est la première fois depuis 1967 qu'un de leurs disques figure dans le Top 40 américain. En revanche, au Royaume-Uni, l'album réalise une moins bonne performance que Dr. Byrds & Mr. Hyde en n'atteignant que la 41e place du classement britannique. Deux singles en sont extraits : la chanson-titre, publiée le 1er octobre 1969, et Jesus Is Just Alright, publié le 15 décembre, se classent respectivement no 65 et no 97 du Billboard Hot 100.

## Caractéristiques artistiques
L'album s'ouvre avec la deuxième version de Ballad of Easy Rider. Elle possède un tempo plus rapide que celle enregistrée en solo par McGuinn et Melcher y ajoute des arrangements orchestraux inspirés de récents singles à succès tels que Gentle on My Mind de Glen Campbell ou la reprise de Everybody's Talkin' par Harry Nilsson.
Le reste de l'album se compose de chansons traditionnelles, de reprises et de quelques compositions des autres membres des Byrds. L'une des reprises est celle de It's All Over Now, Baby Blue, que les Byrds avaient envisagé d'inclure sur leur album Turn! Turn! Turn! en 1965. Quatre ans plus tard, McGuinn réalise une nouvelle tentative avec un tempo ralenti et des arrangements beaucoup plus sombres. La version de 1965 est finalement publiée en 1987 sur la compilation Never Before (en).
Ballad of Easy Rider propose également des reprises de la chanson engagée Deportee (Plane Wreck at Los Gatos) (en) de Woody Guthrie ; There Must Be Someone (I Can Turn To) de Vern Gosdin (en) ; Jesus Is Just Alright (en), morceau aux accents gospel qui devient un tube pour les Doobie Brothers quelques années plus tard ; et Tulsa County Blue, composition de Pamela Polland (en) dont la version la plus célèbre est celle d'Anita Carter (en). C'est John York qui a fait découvrir cette chanson aux autres Byrds et c'est lui qui la chante sur scène, mais la version de l'album est interprétée par McGuinn ; une version chantée par York figure dans les titres bonus de la réédition CD de 1997. L'album s'achève sur Armstrong, Aldrin and Collins, une méditation sur l'alunissage de la mission Apollo 11.
Plusieurs chansons traditionnelles sont enregistrées pendant les séances de Ballad of Easy Rider : Jack Tarr the Sailor, un chant de marins sur lequel McGuinn essaie de prendre un accent anglais ; l'hymne baptiste Oil in My Lamp ; Way Beyond the Sun, découverte sur le premier album du groupe britannique Pentangle ; et une interprétation au synthétiseur Moog de Fiddler a Dram,. Les deux dernières ne sont finalement pas retenues pour figurer sur l'album et voient le jour dans le coffret The Byrds (en) (1990) et sur la réédition CD de 1997 respectivement.
Les deux dernières chansons sont composées par des membres des Byrds. Fido, écrite par John York, raconte l'histoire d'un chien errant qu'il a rencontré dans un hôtel de Kansas City pendant une tournée, tandis que Gunga Din, de Gene Parsons, s'inspire de deux anecdotes : un concert des Byrds à Central Park où Chuck Berry aurait dû se produire, et un incident durant lequel York s'est vu refuser l'entrée d'un restaurant parce qu'il portait un blouson en cuir.

## Fiche technique

### Titres
| 1. | Ballad of Easy Rider (en) | Roger McGuinn                          | 2:00 |
| 2. | Fido                      | John York                              | 2:40 |
| 3. | Oil in My Lamp            | Gene Parsons, Clarence White           | 3:13 |
| 4. | Tulsa County Blue         | Pamela Polland (en)                    | 2:49 |
| 5. | Jack Tarr the Sailor      | traditionnel arrangé par Roger McGuinn | 3:31 |

| 6.  | Jesus Is Just Alright (en)               | Arthur Reynolds                            | 2:10 |
| 7.  | It's All Over Now, Baby Blue             | Bob Dylan                                  | 4:53 |
| 8.  | There Must Be Someone (I Can Turn To)    | Vern Gosdin (en), Cathy Gosdin, Rex Gosdin | 3:29 |
| 9.  | Gunga Din                                | Gene Parsons                               | 3:03 |
| 10. | Deportee (Plane Wreck at Los Gatos) (en) | Woody Guthrie, Martin Hoffman              | 3:50 |
| 11. | Armstrong, Aldrin and Collins            | Zeke Manners (en), Scott Seely             | 1:41 |

La réédition CD de 1997 inclut sept titres supplémentaires :
| 12. | Way Beyond the Sun                                                                               | traditionnel arrangé par Roger McGuinn | 2:56 |
| 13. | Mae Jean Goes to Hollywood                                                                       | Jackson Browne                         | 2:44 |
| 14. | Oil in My Lamp (version alternative)                                                             | Gene Parsons, Clarence White           | 2:02 |
| 15. | Tulsa County Blue (version alternative)                                                          | Pamela Polland                         | 3:39 |
| 16. | Fiddler a Dram (Moog Experiment)                                                                 | traditionnel arrangé par Roger McGuinn | 3:10 |
| 17. | Ballad of Easy Rider (version longue)                                                            | Roger McGuinn                          | 2:26 |
| 18. | Build It Up (instrumental ; inclut en morceau caché deux publicités radiophoniques pour l'album) | Gene Parsons, Clarence White           | 5:34 |

### Musiciens

#### The Byrds
- Roger McGuinn : guitare, chant ; Moog et banjo sur Fiddler a Dram (Moog Experiment)
- Clarence White : guitare, chant
- John York : basse, chant
- Gene Parsons : batterie, guitare, banjo, chant

#### Musiciens supplémentaires
- Byron Berline : violon sur Tulsa County Blue et Mae Jean Goes to Hollywood
- Glen Hardin : orgue sur Gunga Din
- Terry Melcher : chœurs sur It's All Over Now, Baby Blue
- musiciens inconnus : cordes sur Ballad of Easy Rider et Jesus Is Just Alright

### Classements et certifications
| Classement                    | Meilleure position |
| ----------------------------- | ------------------ |
| États-Unis (Billboard 200)    | 36                 |
| Royaume-Uni (UK Albums Chart) | 41                 |